# North Lakewood
North Lakewood az Amerikai Egyesült Államok északnyugati részén, Washington állam Snohomish megyéjében elhelyezkedő önkormányzat nélküli település.
A helység egykor a Lakewood nevet viselte, azonban a Lakewood várossal való összetéveszthetőség miatt a posta 1998-ban a North Lakewood elnevezést választotta.

## Fordítás
- Ez a szócikk részben vagy egészben  a   North Lakewood, Washington című angol Wikipédia-szócikk ezen változatának fordításán alapul.  Az eredeti cikk szerkesztőit annak laptörténete sorolja fel. Ez a jelzés csupán a megfogalmazás eredetét és a szerzői jogokat jelzi, nem szolgál a cikkben szereplő információk forrásmegjelöléseként.